# Dutch Island
Dutch Island est une census-designated place située dans le comté de Chatham, dans l’État de Géorgie, aux États-Unis. Lors du recensement de 2020, elle comptait 1 238 habitants.